# Atopsyche erigia
Atopsyche erigia är en nattsländeart som beskrevs av Ross 1947. Atopsyche erigia ingår i släktet Atopsyche och familjen Hydrobiosidae. Inga underarter finns listade i Catalogue of Life.